# Petter Hansson
Petter Hansson (* 14. Dezember 1976 in Söderhamn) ist ein ehemaliger schwedischer Fußballspieler. Der Abwehrspieler, der 2001 in der schwedischen Nationalmannschaft debütierte, gewann mit Halmstads BK den Lennart-Johansson-Pokal für den schwedischen Meistertitel. Im Laufe seiner Karriere spielte er in seinem Heimatland, den Niederlanden und in Frankreich und nahm an zwei Europameisterschaftsendrunden und einem Weltmeisterschaftsturnier teil.

## Werdegang

### Durchbruch in Schweden
Hansson begann seine Karriere bei Söderhamn FF. 1998 wechselte er zu Halmstads BK und kam am 4. Oktober des Jahres beim 1:1-Unentschieden gegen AIK zu seinem Debüt in der Allsvenskan. Bereits im folgenden Jahr hatte er sich als Stammspieler in der Defensive des Klubs etabliert. In der Spielzeit 2000 verpasste er nur ein Saisonspiel und trug mit vier Saisontoren zum vierten Meistertitel des Vereins aus Halland bei.
Durch seine konstanten Leistungen spielte Hansson sich ins Notizbuch der Nationaltrainer Lars Lagerbäck und Tommy Söderberg, die ihn für die Länderspielserie zu Beginn des Jahres 2001 nominierten. Am 1. Februar des Jahres debütierte er bei der 0:1-Niederlage gegen Finnland im Nationaljersey. Dies blieb zunächst sein einziges Länderspiel, durch konstante Leistungen im Verein hielt er seinen Stammplatz und machte sich international bekannt.

### Wechsel ins Ausland
Im Juli 2002 meldete der in der niederländischen Eredivisie spielende SC Heerenveen die Verpflichtung Hanssons. Dabei war er nach seinem ehemaligen Mannschaftskameraden Stefan Selakovic, der bereits im Winter zum friesischen Klub gewechselt war, die zweite Einkauf aus Schweden innerhalb des Jahres. Hansson unterschrieb beim Erstligisten einen Kontrakt mit vier Jahren Laufzeit. Ähnlich wie bei seiner ersten Profistation in Schweden zeichnete er sich durch solide Leistungen aus und etablierte sich auf Anhieb als Stammspieler. Folglich kam er in seiner ersten Spielzeit in allen Spielen zum Einsatz und erreichte mit der Mannschaft den siebten Tabellenrang. Durch seine Konstanz kehrte er ins Blickfeld der Nationaltrainer zurück und kam 2004 zu seinen nächsten Länderspielen. Mit dem SC Heerenveen erreichte er mit dem vierten Platz in der Spielzeit 2003/04 zudem die Qualifikation für den UEFA-Pokal.
Letztlich fand Hansson Berücksichtigung im Kader für die Europameisterschaftsendrunde 2004, konnte sich aber nicht gegen die Konkurrenz um Erik Edman, Olof Mellberg und Andreas Jakobsson durchsetzen und blieb ohne Turniereinsatz. In den Länderspielen nach Abschluss des Turniers konnte sich Hansson nicht zuletzt aufgrund seiner soliden Einsätze für den SC Heerenveen in der Liga und im Europapokal im Kader etablieren. Daher gehörte er auch bei der Weltmeisterschaft 2006 in Deutschland zum schwedischen Aufgebot. Das Turnier verlief für ihn jedoch ähnlich enttäuschend wie die Europameisterschaft zwei Jahre zuvor, da er erneut nur Ersatzmann für die gesetzte Abwehrformation um Edman, Mellberg und dieses Mal Teddy Lučić war und sich nicht durchsetzen konnte. Zu seinem einzigen Turniereinsatz kam er bei der 0:2-Niederlage im Achtelfinalspiel gegen die deutsche Nationalmannschaft, als er nach einem Platzverweis für Lučić zur Stärkung der Defensive für Kim Källström eingewechselt wurde.
Im Februar 2007 stellte Hansson mit seinem 151 Spiel in der Ehrendivision einen Rekord für schwedische Spieler auf, indem er den bisherigen Rekordhalter Mathias Florén. Kurze Zeit später kamen Wechselgerüchte um Hansson auf, dem Angebote von Stade Rennes und Atalanta Bergamo vorlagen. Schließlich verließ er den SC Heerenveen in Richtung Frankreich und heuerte bei Stade Rennes an, wo er auf seinen Landsmann Edman traf. Am 4. August debütierte er bei der 0:2-Niederlage gegen AS Nancy für seinen neuen Arbeitgeber in der Ligue 1 und zeichnete sich auch in der französischen Liga durch Konstanz aus, bei dem er in 35 Ligaspielen zum Erreichen des sechsten Tabellenplatzes beitrug. Daher berücksichtigte ihn der mittlerweile alleinig verantwortliche Nationaltrainer Lagerbäck in seinem Kader für die Europameisterschaft 2008. Im Turnierverlauf kam er in allen drei Gruppenspielen zum Einsatz und trug mit einem Tor zum 2:0-Erfolg über Griechenland bei. Dennoch konnte er das vorzeitige Ausscheiden nicht verhindern.
Auch nach dem Turnier gehörte Hansson zu den Stammkräften sowohl im Klub als auch der Nationalmannschaft. Während er mit Stade Rennes in der Liga der siebte Platz erreichte, gelang der Mannschaft im französischen Pokalwettbewerb der Einzug ins Endspiel gegen den Zweitligisten EA Guingamp. Dieser setzte sich im Mai 2009 jedoch durch zwei Tore des Brasilianers Eduardo bei einem Gegentreffer durch Hanssons Mannschaftskameraden Carlos Bocanegra mit einem 2:1-Erfolg durch und konnte als zweiter unterklassiger Verein in der Pokalgeschichte den Wettbewerb gewinnen. Im Verlauf der folgenden Spielzeit bot ihm der Klub eine Verlängerung seines im Sommer 2010 auslaufenden Vertrages an, er schlug das Angebot jedoch aus und wechselte innerhalb der Liga zum AS Monaco. Bei seinem neuen Verein war er auf Anhieb Stammspieler in der Viererkette.
Nachdem Hansson seit dem Verpassen der Qualifikation für die Weltmeisterschaft 2010 im Herbst 2009 nicht mehr für die Nationalmannschaft berücksichtigt worden war, berief ihn der neue Nationaltrainer Erik Hamrén im Oktober des folgenden Jahres überraschend für das Qualifikationsspiel zur Europameisterschaft 2012 gegen die Niederlande, da im vorherigen Pflichtländerspiel Mellberg des Feldes verwiesen wurde. Bei der 1:4-Niederlage saß er jedoch letztlich die komplette Spieldauer auf der Ersatzbank. In der Meisterschaft kam er hingegen regelmäßig zum Einsatz, konnte aber den Abstieg des Vereins in die Ligue 2 zum Saisonende trotz seiner 30 Saisoneinsätze nicht verhindern. Zu Beginn der Zweitligaspielzeit 2011/12 war er weiterhin noch Stammspieler, wurde aber in der zweiten Saisonhälfte insbesondere von den im Winter verpflichteten Gary Kagelmacher und Giorgos Tzavelas aus der Abwehr verdrängt. Nachdem er bereits im November über ein mögliches Karriereende mit Auslaufen seines Vertrages am Saisonende gesprochen hatte, ließ er Ende Mai 2012 über seinen Agenten Fabrice Picot offiziell sein Karriereende mitteilen.

## Titel und Erfolge
- Schwedischer Meister 2000 mit Halmstads BK
- Französischer Pokalfinalist 2009 mit Stade Rennes